# Аст, Ян
Ян Аст, немецкий вариант — Йоганн Аст (н.-луж. Jan Ast, нем. Johann Ast; 1 июня 1655 года, Хойерсверда, Нижняя Лужица — 3 мая 1733 года, село Горенов, Нижняя Лужица) — лютеранский священник, нижнелужицкий писатель, переводчик и собиратель нижнелужицкого песенного фольклора.
Родился 1 июня 1655 года в серболужицкой семье в городе Хойесверда. С 1670 по 1679 год обучался в Будишинской гимназии. С 1679 года изучал лютеранское богословие в Лейпцигском университете. После окончания обучения с 1686 по 1690 служил лютеранским священником в деревне Гуска и с 1690 года — в церкви святого Михаила Архангела в Будишине.
Известен как переводчик религиозных гимнов с немецкого языка. В 1701 году составил и издал первый в истории сборник религиозных песнопений серболужичан лютеранского исповедания.